# Dielocroce alfierina
Dielocroce alfierina is een insect uit de familie van de Nemopteridae, die tot de orde netvleugeligen (Neuroptera) behoort. 
Dielocroce alfierina is voor het eerst wetenschappelijk beschreven door Navás in 1926.